# Tipula acudens
Tipula acudens är en tvåvingeart som beskrevs av Günther Theischinger 1977. Tipula acudens ingår i släktet Tipula och familjen storharkrankar. Inga underarter finns listade i Catalogue of Life.